# Elytroleptus immaculipennis
Elytroleptus immaculipennis är en skalbaggsart som beskrevs av Knull 1935. Elytroleptus immaculipennis ingår i släktet Elytroleptus och familjen långhorningar. Inga underarter finns listade i Catalogue of Life.